# Jules-Armand Aniambossou
Jules-Armand Aniambossou, né le 18 mai 1962 à Cotonou (Bénin), est une personnalité franco-béninoise: ancien directeur général Afrique et outre-mer du groupe Duval,, il a été coordinateur du conseil présidentiel pour l'Afrique à partir de juin 2018 avant de devenir ambassadeur de France en Ouganda en mai 2019 puis au Ghana en octobre 2022.

## Formation
Jules-Armand Aniambossou est titulaire d’un diplôme d’ingénieur de l'École nationale supérieure des mines de Douai obtenu en 1989. Après un début de carrière professionnelle dans l’industrie et la fonction publique, il intègre en 2002 l’École nationale d’administration, dans la promotion Léopold Sédar Senghor, dont il sort deux ans plus tard, avec une affectation dans le Corps Préfectoral (Ministère de l’Intérieur).

## Carrière professionnelle
Jules-Armand Aniambossou commence sa carrière professionnelle en 1989 chez Altadis (ex-SEITA ), comme ingénieur d’études au Centre d’études et recherche des techniques du tabac. En 1992, il intègre sur concours le Ministère de l’Industrie en qualité  d’ingénieur de l'industrie et des mines. Il y occupe les fonctions de Chef de la subdivision départementale de l’Indre de 1989 à 1996, et Chef de la subdivision départementale de Loir-et-Cher de 1996 à 1999. Ces responsabilités territoriales lui ont permis de diriger des équipes aux compétences et expertises étendues couvrant notamment des domaines d’intervention tels que  les aides et subventions des collectivités publiques (État, Région, Commission européenne) à l’investissement et au renforcement de l’encadrement dans les PME-PMI et ETI,  la protection de l’environnement industriel (législations relatives aux installations classées et à l’eau notamment), les mines et les carrières, la promotion des TIC dans les PME, PMI et ETI.
Il rejoint en 2000 l’administration centrale du ministère de l’Industrie, à la DARPMI (Direction de l’action régionale et de la promotion de l’Industrie) chargé du développement et de la promotion des PMI, comme responsable des aides à l'investissement des PME, jusqu’en 2002, date à laquelle il intègre l’ENA.
À sa sortie de l’ENA en 2004, il est d’abord chargé de mission au ministère de l’Intérieur à DLPAJ (Direction des libertés publiques et de l’action juridique) avant d’occuper en territorial, des fonctions dans le corps préfectoral. De 2004 à 2006, Il est tout d’abord nommé en tant que secrétaire général adjoint de la préfecture du Nord et de 2006 à 2007 directeur du cabinet du préfet de la Marne, préfet de la région Champagne-Ardenne avant de d’effectuer sa mobilité statutaire dans le secteur privé.
Jules Armand Aniambossou dans le cadre de cette mobilité a fait le choix du secteur privé ce qui lui a permis de rejoindre l’opérateur d’énergie POWEO pour y exercer les fonctions de secrétaire général de 2007 à 2009, responsabilité qu’il a continué d’exercer de 2009 à 2011 dans le cadre d’une disponibilité. De 2011 à 2013 il occupe les fonctions d’administrateur et directeur des relations institutionnelles d’Eoles-Res, filiale française du groupe britannique RES opérant dans les énergies renouvelables.
En mai 2013, Jules-Armand Aniambossou - Franco-Béninois - est nommé ambassadeur extraordinaire et plénipotentiaire du Bénin en France, avec juridiction sur la Grande-Bretagne, l’Espagne, la Grèce ainsi que sur différentes organisations internationales basées à Paris (OCDE, OIF), à Londres (OMI), et à Madrid (OMT). Il occupe ce poste jusqu’en octobre 2016.
Après son expérience au service de la diplomatie béninoise, Jules-Armand Aniambossou retourne dans le secteur privé. En février 2017, il est nommé directeur général Afrique et Outre-Mer du groupe Duval, spécialisé dans l’immobilier, les forages d’eau  et le tourisme. Poste qu’il décide de quitter en juin 2018 pour retrouver la haute fonction publique française. 
Jules-Armand Aniambossou a été le premier coordinateur du Conseil présidentiel pour l’Afrique (CPA), visage du renouveau de la relation entre la  l’Afrique et la France, que le président Emmanuel Macron a créé en août 2017. Outil de concertation et d’aide à la décision, le CPA qui rapporte directement au Président de la République contribue à transmettre une vision de la relation entre la France et le continent africain, tournée notamment vers l’avenir et vers les attentes des jeunesses et sociétés civiles, africaine et française. Wilfrid Lauriano do Rego lui succède en juillet 2019.
Le 16 mai 2019, il est nommé ambassadeur de France en Ouganda. Le 19 octobre 2022, il est nommé ambassadeur au Ghana.